# بيل وليامز (لاعب كرة قدم أسترالية)
بيل وليامز (بالإنجليزية: Bill Williams)‏ هو لاعب كرة قدم أسترالية أسترالي، ولد في 13 سبتمبر 1925، وتوفي في 7 يوليو 2016.

## وصلات خارجية
- بيل وليامز على موقع AustralianFootball.com (الإنجليزية)
- بيل وليامز على موقع AFLtables.com (الإنجليزية)